# Земська школа (Селичівка)
Земська школа в селі Селичівка Переяславського повіту Полтавської губернії (повна офіційна назва — трикласне народне училище відомства Міністерства народної просвіти) зведена в 1912 році. 

## Розташування
Школа розташована на околиці села. Територія обмежена з півночі та сходу заходу вулицями та ділянками приватної забудови, з західного боку селичівським кладовищем з півдня лісом.

## Історія школи
Будівлю школи почали зводити на околиці села за кошти Переяславського земства та за ініціативою інспектора шкіл Переяславськаго повіту Гладишева. Уже в 1912 році школа привітно відкрила свої двері і запросила до навчання дітей із чотирьох сіл: Селичівки, Волошинівки, Липняків, Бзову.
Після Жовтневої революції у 20-тих роках школа носила назву «лікнеп». Була тільки початковою для 1-3 класів. У 30-тих роках Селичівська школа стала неповносередньою(семирічною). Навчання проводилось у дві зміни: 1-3 класи – до обіду, 4-7 класи – після обіду.
Школа віднесена до потенційних туристичних об’єктів - садово-паркового мистецтва рішенням виконкому від 28.01.2021 № 6 Баришівської селищної ради.
До 2022 року у приміщенні будівлі існував Селичівський навчально-виховний комплекс «загальноосвітня школа І-ІІ ступенів – дитячий садок» Баришівської селищної ради.